# Flughafen Frans Kaisiepo

i7
i11
i13
Der Flughafen Frans Kaisiepo (indonesisch Bandara Frans Kaisiepo, IATA-Code: BIK, ICAO-Code: WABB) ist ein auf der indonesischen Insel Biak liegender internationaler Verkehrsflughafen, der nach Frans Kaisiepo, dem vierten Gouverneur der Provinz Papua, benannt wurde. Zum Zeitpunkt seiner zivilen Eröffnung lag der Flughafen in der Kolonie Niederländisch-Neuguinea und trug den Namen Mokmer (später Biak-Mokmer).

## Geschichte

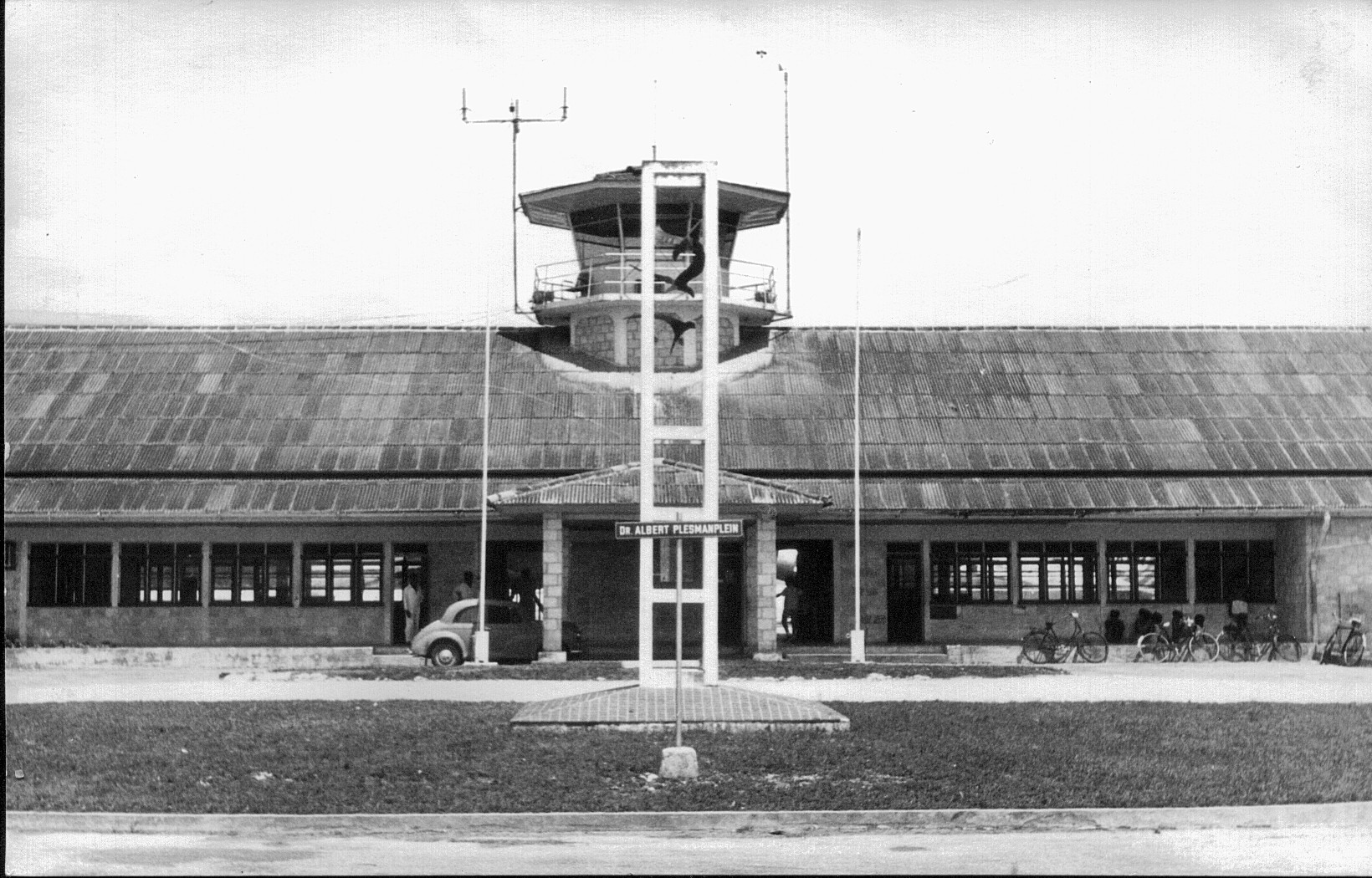
Das Terminal und der Kontrollturm des Flughafens Mokmer im Jahr 1961

Die japanischen Besatzungstruppen setzten im Jahr 1942 Zwangsarbeiter ein, um westlich des Dorfes Mokmer einen militärischen Feldflugplatz zu errichten. Nachdem die alliierten Streitkräfte Biak im November 1944 erobert hatten, nutzte die Royal Australian Air Force den Flugplatz bis 1947 als Stützpunkt. Nach Abzug der australischen Einheiten diente das Mokmer Airfield der United States Air Force als Flugzeugfriedhof.
Als Indonesien im Jahr 1945 die Unabhängigkeit erlangte, verblieb Westneuguinea in Besitz der Niederlande. Im Jahr 1947 erfolgte die Wiederaufnahme des zivilen Luftverkehrs in der Kolonie Niederländisch-Neuguinea. Zunächst wurde auf Biak nur der Flugplatz Boroku zivil genutzt. Anfang der 1950er-Jahre traf die niederländische Verwaltung die Entscheidung, diesen Flugplatz zu schließen und stattdessen das 1951 wieder eröffnete Mokmer Airfield zum internationalen Flughafen auszubauen. Hierzu wurde unter anderem ein neues Terminal errichtet. Ab Mitte der 1950er-Jahre bot KLM Royal Dutch Airlines von Amsterdam ausgehende Linienflüge zum Flughafen Mokmer an, der als Drehkreuz in der Region diente. Die Gesellschaft führte ebenso ihre Verbindung nach Sydney über diesen Flughafen. Nachdem die Landebahn auf die heutige Länge von 3.750 Meter verlängert worden war, setzte KLM ab Anfang der 1960er-Jahre Strahlflugzeuge des Typs Douglas DC-8 auf der Langstrecke über Biak nach Australien ein. Im August 1962 stellten die Niederlande den Flughafen unter Verwaltung der Vereinten Nationen, als diese im Rahmen des UNSF-Einsatzes in der Region tätig wurden.
Nachdem der Flughafen am 1. Mai 1963 offiziell in den Besitz Indonesiens übergegangen war, verlor er durch die Einstellung der internationalen Linienflüge stark an Bedeutung. Im Jahr 1984 erhielt er seinen heutigen offiziellen Namen Frans Kaisiepo. Mit Stand November 2020 wird der Flughafen von Garuda Indonesia, Sriwijaya Air und Susi Air im regionalen Linienverkehr angeflogen.

## Zwischenfälle
- Am 16. Juli 1957 stürzte eine Lockheed L-1049 Super Constellation auf dem KLM-Flug 844 nahe Biak ins Meer. Die Piloten, die kurz zuvor vom Flughafen Mokmer gestartet waren, planten diesen in niedriger Höhe zu überfliegen. Die Ursache für den Unfall, bei dem 58 der 68 Insassen ums Leben kamen, konnte nicht geklärt werden.